# Bachagha
Le bachagha, en Algérie durant la régence d’Alger, est le titre d'un haut dignitaire de la hiérarchie administrative, supérieur à l'agha.

## Étymologie
Le mot est emprunté au turc, par l'intermédiaire de l'algérien. Il est composé de bash, « tête », et agha, « chef ».
Il est parfois simplifié en bachaga (ex. : le bachaga Boualam), Saïd Boualam.

## Algérie française
Dans la hiérarchie française du caïdat, le bachagha se situe au dessus de l'agha qui lui-même se situe au dessus du simple caïd.
Principaux bachaghas de la période de l'Algérie française :
- Djelloul Ben Lakhdar, bachaga des Larbaa
- Ferrhat Dehilis Ben Djelloul, bachagha de Larbaa, fils de Djelloul Ben Lakhdar
- Ferhat Belkacem Ben Djelloul, bachagha à Teniet-El-Llaad, fils de Djelloul Ben Lakhdar
- Si Mouley Ould Si Mohammed Ben Miloud (1864-1931), bachagha des Amours et Ksour
- Si M'hamed Ben-Bouaziz-Ben-Ganah, bachagha des Zibans
- Ben Mohamed Si Sahraoui (1858-1937), bachaga de Trézel
- Abderrahmane Ben Mahmoud Ou Rabam ou Abderrahmane Ourabah, bachaga
- Ben Abdelkrim Ahmed ben Abdelkader (-1947), bachagha de sidi-Aïssa
- Lakhdar Ben Mohamed Brahimi, bachagha à Bir-Rabalou
- Abdelkader Tekkouk, bachagha de la Zaouta de Bouguirat
- Khelifa Ould Larbi Benaffane, bachagha à La Mekerra
- Abdelaziz Ben Si Smail Ben Masrali Ali Masrali, bachagha à Mesaaba
- Mohamed Mustapha Benbadis (1868-1951)
- Mohammed Benelmouaz, bachaga
- Belgacem Mahieddine (1876-),
- Mohamed Ben Mohamed Chérif Benaly Chérif (1892-1952) ou Mohamed Benalycherif, bachagha des douars Chellata, Ighram et Bouhamza
- Tahar Salah, bachagha
- Abdelaziz Ben Abid, bachagha
- Slimane Bendali, bachagha
- Si Ahmed ben si Mohamed Lahrech, bachagha
- Hachemi Benchennouf, bachagha
- Saïd Boualam, bachaga de l'Ouarsenis